# Oeciacus
Oeciacus is een geslacht van wantsen uit de familie bedwantsen (Cimicidae). Het geslacht werd voor het eerst wetenschappelijk beschreven door Carl Stål in 1873.

## Soorten
Het genus bevat de volgende soorten:

- Oeciacus hirundinis (Lamarck, 1816)
- Oeciacus montandoni Péricart, 1972
- Oeciacus vicarius Horváth, 1912